# Lepidophora secutor
Lepidophora secutor är en tvåvingeart som beskrevs av Walker 1857. Lepidophora secutor ingår i släktet Lepidophora och familjen svävflugor. Inga underarter finns listade i Catalogue of Life.